# Mathias Morhardt
Mathias Morhardt (Genève, 15 mei 1863 - Capbreton, 9 april 1939) was een Zwitsers-Frans journalist, schrijver, kunstcriticus en redacteur. 

## Biografie

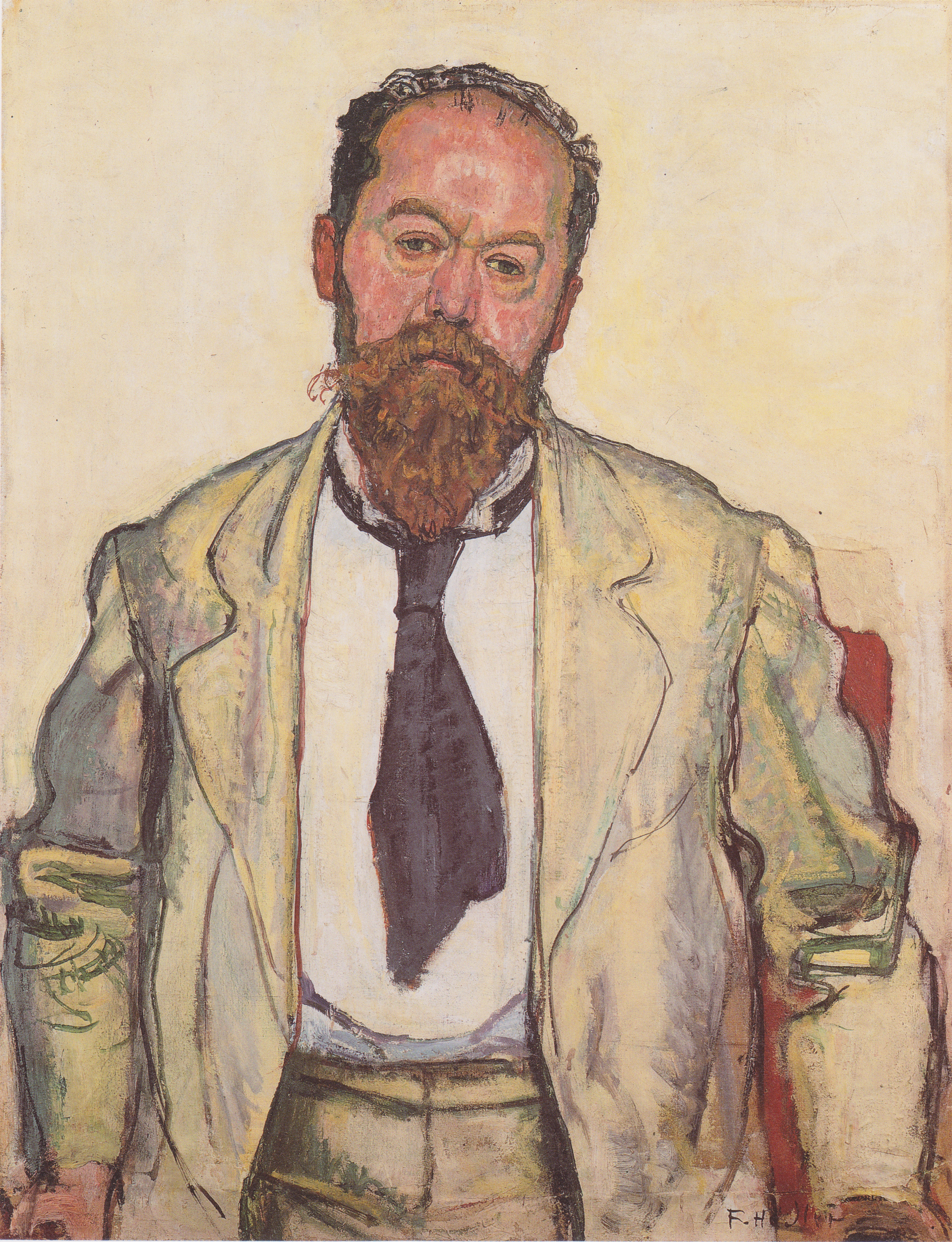
Mathias Morhardt door Ferdinand Hodler, 1911.

Morhardt groeide op in Genève. Hij vestigde zich in 1883 in Parijs. Vanaf 1888 was hij journalist voor de krant Le Temps. Daarnaast publiceerde hij ook in de Romandische pers.
In Parijs steunde Morhardt diverse Zwitserse kunstenaars in Parijs, waaronder Ferdinand Hodler en Félix Vallotton. In Genève promootte hij dan weer de Franse modernistische kunst, met name via tentoonstellingen van Pierre Puvis de Chavannes, Eugène Carrière en Auguste Rodin in het Rath Museum in 1896. Hij speelde de rol van bemiddelaar bij de aankoop van standbeelden van Rodin door hetzelfde museum in 1897.
In 1888 verwierf Morhardt de Franse nationaliteit. Tijdens de Dreyfusaffaire was hij een fervent dreyfusard. In 1898 was hij stichtend lid van de Franse Liga voor de Mensenrechten.
- Bibliothèque nationale de France: cb12375366c (data)
- Gemeinsame Normdatei: 105524882X
- Historisch woordenboek van Zwitserland: 027750
- International Standard Name Identifier: 0000 0000 8377 7114
- Library of Congress Control Number: n90643091
- Nationale Bibliotheek van Israël: 987007451581605171
- Nederlandse Thesaurus van Auteursnamen: 214213102
- Système universitaire de documentation: 032793332
- Theaterlexikon der Schweiz: Mathias_Morhardt
- Virtual International Authority File: 44378374
- WorldCat: E39PBJjxp8QBPPMGJhCBMccXVC